# 佩德羅一世 (阿拉貢)
佩德羅一世 Pedro I de Aragón（1068年或1069年—1104年9月27日或29日），亞拉岡和纳瓦拉國王（1104年—1134年在位）。
佩德羅一世是亞拉岡桑喬一世的長子。1094年，父親桑喬一世在圍攻威斯卡時逝世，佩德羅一世約承王位。
佩德羅一世曾經在薩拉戈薩打敗過摩爾人。1096年，他聯同熙德奪得韋斯卡，1100年，佩德羅一世奪得巴羅斯特羅。雖然亞拉岡境內的戰事不斷，他仍然計畫東征聖地耶路撒冷，因而被教皇帕斯卡二世勸止，要求他繼續進攻薩拉戈薩，並為他在西班牙的征討而免罪。
1104年，佩德羅一世在巴列-德阿蘭逝世。他曾兩次結婚，但是並沒有後嗣，由其弟阿方索一世繼承王位。